# Copa Mundial de Fútbol de ConIFA de 2018
La Copa Mundial de Fútbol de ConIFA de 2018 fue la tercera edición de la Copa Mundial de Fútbol de ConIFA,  un torneo internacional de fútbol para estados, minorías, apátridas y regiones no afiliadas a la FIFA. Fue organizado por la Asociación de Fútbol de Barawe, con todos los partidos celebrados en Londres y alrededores. Rutenia Subcarpática conquistó su primer título tras ganar en los penales al Chipre del Norte.

## Sede
En junio de 2017, en la reunión de ConIFA celebrada durante la Copa de Europa de Fútbol de ConIFA de 2017, se anunció que la Asociación de Fútbol de Barawa había sido seleccionada para ser la anfitriona de la Copa Mundial de Fútbol de ConIFA de 2018. Sin embargo, de acuerdo con los criterios de ConIFA, el "anfitrión" es el miembro de ConIFA que encabeza el comité organizador del torneo, lo que no significa necesariamente que se deba jugar en el territorio del anfitrión. Barāwe se encuentra en Somalia, pero la Asociación de Fútbol de Barawe representa a miembros de la diáspora somalí en Inglaterra.
En las dos primeras ediciones del Mundial de ConIFA no contaron con más de dos recintos cada uno; en la edición de 2014 todos los partidos fueron jugados en un único estadio, mientras que la edición de 2016 tuvo un estadio en cada una de las dos ciudades. La expansión de doce a dieciséis participantes en 2018 experimentó una expansión significativa en el número de recintos utilizados, con un total de diez en cuatro pueblos y ciudades, de los cuales siete se encontraban en el mismo Gran Londres, dos en las ciudades de Slough y Bracknell en Berkshire, y uno en el distrito de Thurrock en Essex.
| Ciudad      | Estadio                   | Capacidad |
| ----------- | ------------------------- | --------- |
| Sutton      | Gander Green Lane         | 5.000     |
| Bromley     | Hayes Lane                | 5.000     |
| Enfield     | Queen Elizabeth II        | 2.500     |
| Haringey    | Coles Park                | 2.500     |
| Carshalton  | Colston Avenue            | 5.000     |
| Rotherhithe | St Paul's Sports Ground   | 1.000     |
| Bedfont     | Bedfont Recreation Ground | 3.000     |
| Aveley      | Parkside                  | 3.500     |
| Bracknell   | Larges Lane               | 2.500     |
| Slough      | Arbour Park               | 2.000     |

## Equipos participantes
En cursiva los equipos debutantes
| Equipos participantes | Equipos participantes | Equipos participantes | Equipos participantes |
| --------------------- | --------------------- | --------------------- | --------------------- |
| Abjasia               | Armenia Occidental    | Barāwe                | Cabilia               |
| Cascadia              | Chipre del Norte      | Coreanos en Japón     | Ellan Vannin          |
| Matabelelandia        | Padania               | País Sículo           | Panjab                |
| Rutenia Subcarpática  | Tamil Eelam           | Tíbet                 | Tuvalu                |

## Fase de grupos

### Grupo A
| Equipo       | Pts | PJ | PG | PE | PP | GF | GC | Dif |
| ------------ | --- | -- | -- | -- | -- | -- | -- | --- |
| Barāwe       | 6   | 3  | 2  | 0  | 1  | 7  | 2  | 5   |
| Cascadia     | 6   | 3  | 2  | 0  | 1  | 9  | 5  | 4   |
| Ellan Vannin | 6   | 3  | 2  | 0  | 1  | 6  | 3  | 3   |
| Tamil Eelam  | 0   | 3  | 0  | 0  | 3  | 0  | 12 | -12 |

| 31 de mayo de 2018, 12:00 | Ellan Vannin                                    | 4:1 (2:1) | Cascadia    | Garden Green Lane, Sutton |                         |
|                           | Withley 15' · Jones 41' · Caine 62' · McVey 70' | Reporte   | Doughty 18' | Árbitro(s): Ivan Mrkalj   | Árbitro(s): Ivan Mrkalj |

| 31 de mayo de 2018, 20:00 | Barāwe                                                   | 4:0 (2:0) | Tamil Eelam | Hayes Lane, Bromley          |                              |
|                           | Sambou 17' · Lucien 30' (pen.) 80' (pen.) · Crichlow 43' | Reporte   |             | Árbitro(s): Mark Clattenburg | Árbitro(s): Mark Clattenburg |

| 2 de junio de 2018, 14:00 | Barāwe      | 1:2 (1:2) | Cascadia                    | Colston Avenue, Carshalton   |                              |
|                           | Bettamer 9' | Reporte   | Doughty 35' · Morales 45+1' | Árbitro(s): Utku Hamamcioglu | Árbitro(s): Utku Hamamcioglu |

| 2 de junio de 2018, 17:00 | Ellan Vannin            | 2:0 (0:0) | Tamil Eelam | Colston Avenue, Carshalton     |                                |
|                           | Withley 47' · Caine 57' | Reporte   |             | Árbitro(s): Guastafierro Mario | Árbitro(s): Guastafierro Mario |

| 3 de junio de 2018, 15:00 | Barāwe                    | 2:0 (1:0) | Ellan Vannin | Coles Park, Haringey    |                         |
|                           | Bettamer 40' · Ismail 56' | Reporte   |              | Árbitro(s): Ivan Mrkalj | Árbitro(s): Ivan Mrkalj |

| 3 de junio de 2018, 15:00 | Tamil Eelam | 0:6 (0:2) | Cascadia                                                                 | St Paul's Sports Ground, Rotherhithe |                        |
|                           |             | Reporte   | Nouble 10' (pen.) 87' · Hayden-Smith 32' 71' · Farkas 69' · Ferguson 89' | Árbitro(s): Givi Todua               | Árbitro(s): Givi Todua |

### Grupo B
| Equipo               | Pts | PJ | PG | PE | PP | GF | GC | Dif |
| -------------------- | --- | -- | -- | -- | -- | -- | -- | --- |
| Rutenia Subcarpática | 7   | 3  | 2  | 1  | 0  | 8  | 2  | 6   |
| Chipre del Norte     | 5   | 3  | 1  | 2  | 0  | 6  | 4  | 2   |
| Abjasia              | 4   | 3  | 1  | 1  | 1  | 5  | 4  | 1   |
| Tíbet                | 0   | 3  | 0  | 0  | 3  | 2  | 11 | -9  |

| 31 de mayo de 2018, 12:00 | Abjasia                                      | 3:0 (1:0) | Tíbet | Queen Elizabeth II Stadium, Enfield |                              |
|                           | Akhvlediani 15' · Maskayev 60' · Shoniya 77' | Reporte   |       | Árbitro(s): Raymond Mashamba        | Árbitro(s): Raymond Mashamba |

| 31 de mayo de 2018, 15:00 | Chipre del Norte | 1:1 (1:0) | Rutenia Subcarpática | Queen Elizabeth II Stadium, Enfield |                              |
|                           | Mehmet 13'       | Reporte   | Sándor 53'           | Árbitro(s): Mark Clattenburg        | Árbitro(s): Mark Clattenburg |

|  | Abjasia | 0:2 (0:1) | Rutenia Subcarpática      | Queen Elizabeth II Stadium, Enfield |                            |
|  |         | Reporte   | Gajdos 11' · Sándor 90+8' | Árbitro(s): Dmitrii Zhukov          | Árbitro(s): Dmitrii Zhukov |

| 2 de junio de 2018, 17:00 | Chipre del Norte       | 3:1 (1:1) | Tíbet       | Queen Elizabeth II Stadium, Enfield |                           |
|                           | Turan 2' 67' · Gök 73' | Reporte   | Topgyal 38' | Árbitro(s): John McCallum           | Árbitro(s): John McCallum |

| 3 de junio de 2018, 15:00 | Abjasia                         | 2:2 (1:1) | Chipre del Norte     | Queen Elizabeth II Stadium, Enfield |                            |
|                           | Maskayev 21' · Argun 90' (pen.) | Reporte   | Kaya 27' · Oshan 78' | Árbitro(s): Dmitrii Zhukov          | Árbitro(s): Dmitrii Zhukov |

| 3 de junio de 2018, 15:00 | Rutenia Subcarpática                                         | 5:1 (3:0) | Tíbet       | Larges Lane, Bracknell       |                              |
|                           | Gajdos 2' · Sándor 32' (pen.) · Takács 41' 77' · Svedjuk 75' | Reporte   | Lhundup 70' | Árbitro(s): Raymond Mashamba | Árbitro(s): Raymond Mashamba |

### Grupo C
| Equipo         | Pts | PJ | PG | PE | PP | GF | GC | Dif |
| -------------- | --- | -- | -- | -- | -- | -- | -- | --- |
| Padania        | 9   | 3  | 3  | 0  | 0  | 17 | 2  | 15  |
| País Sículo    | 6   | 3  | 2  | 0  | 1  | 10 | 3  | 7   |
| Matabelelandia | 3   | 3  | 1  | 0  | 2  | 4  | 12 | -8  |
| Tuvalu         | 0   | 3  | 0  | 0  | 3  | 1  | 15 | -14 |

| 31 de mayo de 2018, 12:00 | País Sículo                     | 4:0 (1:0) | Tuvalu | Coles Park, Haringey |  |
|                           | Bajkó 15' 63' 68' · Magyari 75' | Reporte   |        |                      |  |

| 31 de mayo de 2018, 15:00 | Padania                                                      | 6:1 (4:0) | Matabelelandia | Garden Green Lane, Sutton    |                              |
|                           | Innocenti 10' 45' · Piantoni 39' 42' · Rosset 60' · Rota 61' | Reporte   | Ndlela 78'     | Árbitro(s): Mark Clattenburg | Árbitro(s): Mark Clattenburg |

| 2 de junio de 2018, 14:00 | País Sículo                                                      | 5:0 (3:0) | Matabelelandia | Coles Park, Haringey      |                           |
|                           | Fülöp 31' (pen.) · Györgyi 40' · Magyari 42' 54' · Hodgyai 90+1' | Reporte   |                | Árbitro(s): Igor Gorshkov | Árbitro(s): Igor Gorshkov |

| 2 de junio de 2018, 17:00 | Padania                                                          | 8:0 (6:0) | Tuvalu | Coles Park, Haringey         |                              |
|                           | Corno 8' 12' 38' · Ravasi 17' · Valente 32' 44' 89' · Rosset 71' | Reporte   |        | Árbitro(s): Raymond Mashamba | Árbitro(s): Raymond Mashamba |

| 3 de junio de 2018, 18:00 | Padania                                      | 3:1 (3:0) | País Sículo | Bedfont Recreation Ground, Bedfont |                        |
|                           | Rolandone 19' · Innocenti 27' · Pllumbaj 45' | Reporte   | Szócs 90'   | Árbitro(s): Fehim Dayı             | Árbitro(s): Fehim Dayı |

| 3 de junio de 2018, 18:00 | Tuvalu      | 1:3 (1:2) | Matabelelandia                        | Coles Park, Haringey        |                             |
|                           | Timuani 27' | Reporte   | Ndlovu 25' 38' · Mlalazi 90+1' (pen.) | Árbitro(s): Clément Auclair | Árbitro(s): Clément Auclair |

### Grupo D
| Equipo             | Pts | PJ | PG | PE | PP | GF | GC | Dif |
| ------------------ | --- | -- | -- | -- | -- | -- | -- | --- |
| Armenia Occidental | 7   | 3  | 2  | 1  | 0  | 5  | 0  | 5   |
| Panjab             | 4   | 3  | 1  | 1  | 1  | 9  | 2  | 7   |
| Coreanos en Japón  | 3   | 3  | 0  | 3  | 0  | 1  | 1  | 0   |
| Cabilia            | 1   | 3  | 0  | 1  | 2  | 0  | 12 | -12 |

| 31 de mayo de 2018, 12:00 | Coreanos en Japón | 0:0     | Armenia Occidental | Colston Avenue, Carshalton |                        |
|                           |                   | Reporte |                    | Árbitro(s): Fehim Dayı     | Árbitro(s): Fehim Dayı |

| 31 de mayo de 2018, 15:00 | Panjab                                                                          | 8:0 (2:0) | Cabilia | Arbour Park, Slough          |                              |
|                           | Sandhu 24' 53' · Purewal 45' 62' · G. Singh 51' (pen.) 90+3' · K. Singh 75' 82' | Reporte   |         | Árbitro(s): Mark Clattenburg | Árbitro(s): Mark Clattenburg |

| 2 de junio de 2018, 14:00 | Coreanos en Japón | 0:0     | Cabilia | Larges Lane, Bracknell   |                          |
|                           |                   | Reporte |         | Árbitro(s): Leon Dastych | Árbitro(s): Leon Dastych |

| 2 de junio de 2018, 17:00 | Panjab | 0:1 (0:1) | Armenia Occidental | Arbour Park, Slough         |                             |
|                           |        | Reporte   | Militosyan 14'     | Árbitro(s): Kristian Michel | Árbitro(s): Kristian Michel |

| 3 de junio de 2018, 18:00 | Panjab             | 1:1 (0:0) | Coreanos en Japón | Arbour Park, Slough      |                          |
|                           | Purewal 77' (pen.) | Reporte   | Mun 90+4'         | Árbitro(s): David Murphy | Árbitro(s): David Murphy |

| 3 de junio de 2018, 18:00 | _Armenia Occidental                                      | 4:0 (1:0) | Cabilia | Queen Elizabeth II Stadium, Enfield |                              |
|                           | Mosoyan 23' · Valenza-Berberian 61' 87' · Militosyan 89' | Reporte   |         | Árbitro(s): Massimo Amitrano        | Árbitro(s): Massimo Amitrano |

## Segunda fase
|  | Quinto puesto            | Quinto puesto            |                        |        | 5º al 8º puesto      | 5º al 8º puesto      |                         |                         | Cuartos de final    | Cuartos de final |                      |                  | Semifinales             | Semifinales             |  |  | Final                | Final                |
|  |                          |                          |                        |        |                      |                      |                         |                         |                     |                  |                      |                  |                         |                         |  |  |                      |                      |
|  |                          |                          |                        |        |                      |                      |                         |                         | 5 de junio - Sutton |                  |                      |                  |                         |                         |  |  |                      |                      |
|  |                          |                          |                        |        |                      |                      |                         |                         |                     |                  |                      |                  |                         |                         |  |  |                      |                      |
|  | 9 de junio - Rotherhithe | 9 de junio - Rotherhithe |                        |        | 7 de junio - Sutton  | 7 de junio - Sutton  |                         |                         | Barāwe              | 0                |                      |                  | 7 de junio - Carshalton | 7 de junio - Carshalton |  |  | 9 de junio - Enfield | 9 de junio - Enfield |
|  | 9 de junio - Rotherhithe | 9 de junio - Rotherhithe |                        |        | 7 de junio - Sutton  | 7 de junio - Sutton  |                         |                         | Barāwe              | 0                |                      |                  | 7 de junio - Carshalton | 7 de junio - Carshalton |  |  | 9 de junio - Enfield | 9 de junio - Enfield |
|  | 9 de junio - Rotherhithe | 9 de junio - Rotherhithe |                        |        | 7 de junio - Sutton  | 7 de junio - Sutton  | Chipre del Norte        | 8                       |                     |                  |                      |                  | 7 de junio - Carshalton | 7 de junio - Carshalton |  |  | 9 de junio - Enfield | 9 de junio - Enfield |
|  | 9 de junio - Rotherhithe | 9 de junio - Rotherhithe |                        | Barawe | 0                    |                      | Chipre del Norte        | 8                       |                     |                  |                      | Chipre del Norte | 3                       |                         |  |  | 9 de junio - Enfield | 9 de junio - Enfield |
|  | 9 de junio - Rotherhithe | 9 de junio - Rotherhithe | 5 de junio - Bracknell | Barawe | 0                    |                      |                         |                         |                     |                  |                      | Chipre del Norte | 3                       |                         |  |  | 9 de junio - Enfield | 9 de junio - Enfield |
|  | 9 de junio - Rotherhithe | 9 de junio - Rotherhithe |                        |        | Panjab               | 5                    |                         |                         | Padania             | 2                |                      |                  |                         |                         |  |  | 9 de junio - Enfield | 9 de junio - Enfield |
|  | 9 de junio - Rotherhithe | 9 de junio - Rotherhithe | Padania                | 2      | Panjab               | 5                    |                         |                         | Padania             | 2                |                      |                  |                         |                         |  |  | 9 de junio - Enfield | 9 de junio - Enfield |
|  | 9 de junio - Rotherhithe | 9 de junio - Rotherhithe | Padania                | 2      |                      |                      |                         |                         |                     |                  |                      |                  |                         |                         |  |  | 9 de junio - Enfield | 9 de junio - Enfield |
|  | 9 de junio - Rotherhithe | 9 de junio - Rotherhithe |                        |        | Panjab               | 0                    |                         |                         |                     |                  |                      |                  |                         |                         |  |  | 9 de junio - Enfield | 9 de junio - Enfield |
|  | Panjab                   | 3(4)                     |                        |        | Panjab               | 0                    | Chipre del Norte        | 0(2)                    |                     |                  |                      |                  |                         |                         |  |  |                      |                      |
|  | Panjab                   | 3(4)                     | 5 de junio - Sutton    |        |                      |                      | Chipre del Norte        | 0(2)                    |                     |                  |                      |                  |                         |                         |  |  |                      |                      |
|  | Cascadia                 | 3(3)                     |                        |        | Rutenia Subcarpática | 0(3)                 |                         |                         |                     |                  |                      |                  |                         |                         |  |  |                      |                      |
|  | Cascadia                 | 3(3)                     | Rutenia Subcarpática   | 3      | Rutenia Subcarpática | 0(3)                 |                         |                         |                     |                  |                      |                  |                         |                         |  |  |                      |                      |
|  |                          |                          | Rutenia Subcarpática   | 3      | 7 de junio - Bromley | 7 de junio - Bromley | 7 de junio - Carshalton | 7 de junio - Carshalton |                     |                  |                      |                  |                         |                         |  |  |                      |                      |
|  |                          |                          | Cascadia               | 1      | 7 de junio - Bromley | 7 de junio - Bromley | 7 de junio - Carshalton | 7 de junio - Carshalton |                     |                  |                      |                  |                         |                         |  |  |                      |                      |
|  | Séptimo puesto           | Séptimo puesto           | Cascadia               | 1      | Cascadia             | 4                    |                         |                         |                     |                  | Rutenia Subcarpática | 4                | Tercer puesto           | Tercer puesto           |  |  |                      |                      |
|  | Séptimo puesto           | Séptimo puesto           | 5 de junio - Bromley   |        | Cascadia             | 4                    |                         |                         |                     |                  | Rutenia Subcarpática | 4                | Tercer puesto           | Tercer puesto           |  |  |                      |                      |
|  | 9 de junio - Haringey    | 9 de junio - Haringey    |                        |        | Armenia Occidental   | 0                    |                         |                         | País Sículo         | 2                |                      |                  | 9 de junio - Enfield    | 9 de junio - Enfield    |  |  |                      |                      |
|  | Barawe                   | 0                        | Armenia Occidental     | 0      | Armenia Occidental   | 0                    | Padania                 | 0(5)                    | País Sículo         | 2                |                      |                  |                         |                         |  |  |                      |                      |
|  | Barawe                   | 0                        | Armenia Occidental     | 0      |                      |                      | Padania                 | 0(5)                    |                     |                  |                      |                  |                         |                         |  |  |                      |                      |
|  | Armenia Occidental       | 7                        |                        |        | País Sículo          | 4                    |                         |                         | País Sículo         | 0(4)             |                      |                  |                         |                         |  |  |                      |                      |

### Cuartos de final
| 5 de junio de 2018, 15:00 | Barāwe | 0:8(0:1) | Chipre del Norte                                                                 | Gander Green Lane, Sutton |                       |
|                           |        | Reporte  | Gök 15' 80' · Önet 51' · Turan 54' 69' · Ali 58' (a.g.) · Mehmet 84' · Oshan 88' | Árbitro(s): Ivan Mrki     | Árbitro(s): Ivan Mrki |

| 5 de junio de 2018, 15:00 | Padania                          | 2:0(0:0) | Panjab | Larges Lane, Bracknell    |                           |
|                           | Innocenti 59' (pen.) · Pavan 90' | Reporte  |        | Árbitro(s): Vitalii Mazin | Árbitro(s): Vitalii Mazin |

| 5 de junio de 2018, 18:00 | Rutenia Subcarpática                        | 3:1(0:0) | Cascadia    | Gander Green Lane, Sutton |                        |
|                           | Gyürki 49' · Takács 59' (pen.) · Gadjos 87' | Reporte  | Haddadi 80' | Árbitro(s): Fehim Dayı    | Árbitro(s): Fehim Dayı |

| 5 de junio de 2018, 18:00 | Armenia Occidental | 0:4(0:1) | País Sículo                                          | Hayes Lane, Bromley    |                        |
|                           |                    | Reporte  | Tankó 36' · Csizmadia 61' · L. Fülöp 65' · Bajkó 86' | Árbitro(s): Givi Todua | Árbitro(s): Givi Todua |

### Semifinales del quinto lugar
| 7 de junio de 2018, 15:00 | Barāwe | 0:5 (0:1) | Panjab                              | Gander Green Lane, Sutton |                          |
|                           |        | Reporte   | Singh 8' 65' 72' 90+2' · Minhas 46' | Árbitro(s): David Murphy  | Árbitro(s): David Murphy |

| 7 de junio de 2018, 15:00 | Cascadia                                   | 4:0(1:0) | Armenia Occidental | Hayes Lane, Bromley     |                         |
|                           | Ferguson 24' 62' · Oldham 54' · Farkas 79' | Reporte  |                    | Árbitro(s): Ivan Mrkalj | Árbitro(s): Ivan Mrkalj |

### Semifinales
| 7 de junio de 2018, 17:00 | Chipre del Norte           | 3:2(1:1) | Padania                    | Colston Avenue, Carshalton |                            |
|                           | Mehmet 36' 84' · Turan 80' | Reporte  | Ravasi 30' · Innocenti 47' | Árbitro(s): Dmitrii Zhukov | Árbitro(s): Dmitrii Zhukov |

| 7 de junio de 2018, 20:00 | Rutenia Subcarpática                           | 4:2(1:0) | País Sículo               | Colston Avenue, Carshalton   |                              |
|                           | Toma 36' 57' · Gyürki 75' (pen.) · Peres 90+1' | Reporte  | Csizmadia 77' · Bajkó 79' | Árbitro(s): Mark Clattenburg | Árbitro(s): Mark Clattenburg |

### Séptimo lugar
| 9 de junio de 2018, 15:00 | Barāwe | 0:7     | Armenia Occidental | Coles Park, Haringey     |                          |
|                           |        | Reporte | Norik Hovsepyan ?' · David Hovsepyan ?' · Artur Yedigaryan ?' · Fabrice Guzel ?' · Zaven Varjabetyan ?' · Vahagn Militosyan ?' · Arman Mosoyan ?' | Árbitro(s): Leon Dastych | Árbitro(s): Leon Dastych |

### Quinto lugar
| 9 de junio de 2018, 15:00 | Panjab                                           | 3:3(3:0) (4:3 p.)          | Cascadia                                                | St Paul's Sports Ground, Rotherhithe |                           |
|                           | Virk 18' · Minhas 24' 34'                        | Reporte                    | Morales 45' · Ferguson 54' 60'                          | Árbitro(s): Mariano Sasso            | Árbitro(s): Mariano Sasso |
|                           |                                                  | Tiros desde el punto penal |                                                         |                                      |                           |
|                           | Purewal · Zia · Virk · Dhillon · K. Singh · Jung |                            | Riley · Gregory · J. Wilson · Oldham · Haddadi · Levock |                                      |                           |

### Tercer lugar
| 9 de junio de 2018, 15:00 | Padania | 0:0(0:0) (5-4 p.) | País Sículo | Queen Elizabeth II Stadium, Enfield |                              |
|                           |         | Reporte           |             | Árbitro(s): Utku Hamamcioglu        | Árbitro(s): Utku Hamamcioglu |

### Final
| 9 de junio de 2018, 18:00 | Chipre del Norte                        | 0:0(0:0) (2-3 p.)          | Rutenia Subcarpática                        | Queen Elizabeth II Stadium, Enfield |                              |
|                           |                                         | Reporte                    |                                             | Árbitro(s): Mark Clattenburg        | Árbitro(s): Mark Clattenburg |
|                           |                                         | Tiros desde el punto penal |                                             |                                     |                              |
|                           | Mehmet · Kurt · Oshan · Ersalan · Turan |                            | Gyürki · Toma · Baksa · I. Sándor · Svedjuk |                                     |                              |

|                              |
| Campeón Rutenia Subcarpática |
| Primer título                |

## Ronda de consolación
|  | 13° lugar            | 13° lugar            |                        |               | Semifinales por el 13° lugar | Semifinales por el 13° lugar |                      |                      | Primera ronda        | Primera ronda |         |       | Semifinales por el 9° lugar | Semifinales por el 9° lugar |  |  | 9° lugar            | 9° lugar            |
|  |                      |                      |                        |               |                              |                              |                      |                      |                      |               |         |       |                             |                             |  |  |                     |                     |
|  |                      |                      |                        |               |                              |                              |                      |                      | 5 de junio - Bromley |               |         |       |                             |                             |  |  |                     |                     |
|  |                      |                      |                        |               |                              |                              |                      |                      |                      |               |         |       |                             |                             |  |  |                     |                     |
|  | 9 de junio - Aveley  | 9 de junio - Aveley  |                        |               | 7 de junio - Aveley          | 7 de junio - Aveley          |                      |                      | Ellan Vannin1        | 0             |         |       | 7 de junio - Enfield        | 7 de junio - Enfield        |  |  | 9 de junio - Aveley | 9 de junio - Aveley |
|  | 9 de junio - Aveley  | 9 de junio - Aveley  |                        |               | 7 de junio - Aveley          | 7 de junio - Aveley          |                      |                      | Ellan Vannin1        | 0             |         |       | 7 de junio - Enfield        | 7 de junio - Enfield        |  |  | 9 de junio - Aveley | 9 de junio - Aveley |
|  | 9 de junio - Aveley  | 9 de junio - Aveley  |                        |               | 7 de junio - Aveley          | 7 de junio - Aveley          | Tíbet                | 3                    |                      |               |         |       | 7 de junio - Enfield        | 7 de junio - Enfield        |  |  | 9 de junio - Aveley | 9 de junio - Aveley |
|  | 9 de junio - Aveley  | 9 de junio - Aveley  |                        | Ellan Vannin2 | 0                            |                              | Tíbet                | 3                    |                      |               |         | Tíbet | 1                           |                             |  |  | 9 de junio - Aveley | 9 de junio - Aveley |
|  | 9 de junio - Aveley  | 9 de junio - Aveley  | 5 de junio - Enfield   | Ellan Vannin2 | 0                            |                              |                      |                      |                      |               |         | Tíbet | 1                           |                             |  |  | 9 de junio - Aveley | 9 de junio - Aveley |
|  | 9 de junio - Aveley  | 9 de junio - Aveley  |                        |               | Matabelelandia               | 3                            |                      |                      | Cabilia              | 8             |         |       |                             |                             |  |  | 9 de junio - Aveley | 9 de junio - Aveley |
|  | 9 de junio - Aveley  | 9 de junio - Aveley  | Matabelelandia         | 0(3)          | Matabelelandia               | 3                            |                      |                      | Cabilia              | 8             |         |       |                             |                             |  |  | 9 de junio - Aveley | 9 de junio - Aveley |
|  | 9 de junio - Aveley  | 9 de junio - Aveley  | Matabelelandia         | 0(3)          |                              |                              |                      |                      |                      |               |         |       |                             |                             |  |  | 9 de junio - Aveley | 9 de junio - Aveley |
|  | 9 de junio - Aveley  | 9 de junio - Aveley  |                        |               | Cabilia                      | 0(4)                         |                      |                      |                      |               |         |       |                             |                             |  |  | 9 de junio - Aveley | 9 de junio - Aveley |
|  | Matabelelandia       | 1                    |                        |               | Cabilia                      | 0(4)                         | Cabilia              | 0                    |                      |               |         |       |                             |                             |  |  |                     |                     |
|  | Matabelelandia       | 1                    | 5 de junio - Aveley    |               |                              |                              | Cabilia              | 0                    |                      |               |         |       |                             |                             |  |  |                     |                     |
|  | Tamil Eelam          | 0                    |                        |               | Abjasia                      | 2                            |                      |                      |                      |               |         |       |                             |                             |  |  |                     |                     |
|  | Tamil Eelam          | 0                    | Abjasia                | 6             | Abjasia                      | 2                            |                      |                      |                      |               |         |       |                             |                             |  |  |                     |                     |
|  |                      |                      | Abjasia                | 6             | 7 de junio - Sutton          | 7 de junio - Sutton          | 7 de junio - Bromley | 7 de junio - Bromley |                      |               |         |       |                             |                             |  |  |                     |                     |
|  |                      |                      | Tamil Eelam            | 0             | 7 de junio - Sutton          | 7 de junio - Sutton          | 7 de junio - Bromley | 7 de junio - Bromley |                      |               |         |       |                             |                             |  |  |                     |                     |
|  | 15° lugar            | 15° lugar            | Tamil Eelam            | 0             | Tamil Eelam                  | 4                            |                      |                      |                      |               | Abjasia | 2     | 11° lugar                   | 11° lugar                   |  |  |                     |                     |
|  | 15° lugar            | 15° lugar            | 5 de junio - Bracknell |               | Tamil Eelam                  | 4                            |                      |                      |                      |               | Abjasia | 2     | 11° lugar                   | 11° lugar                   |  |  |                     |                     |
|  | 9 de junio - Bedfont | 9 de junio - Bedfont |                        |               | Tuvalu                       | 3                            |                      |                      | Coreanos en Japón    | 0             |         |       | 9 de junio - Rotherhithe    | 9 de junio - Rotherhithe    |  |  |                     |                     |
|  | Ellan Vannin2        | 0                    | Coreanos en Japón      | 5             | Tuvalu                       | 3                            | Tíbet                | 1(1)                 | Coreanos en Japón    | 0             |         |       |                             |                             |  |  |                     |                     |
|  | Ellan Vannin2        | 0                    | Coreanos en Japón      | 5             |                              |                              | Tíbet                | 1(1)                 |                      |               |         |       |                             |                             |  |  |                     |                     |
|  | Tuvalu               | 3                    |                        |               | Tuvalu                       | 0                            |                      |                      | Coreanos en Japón    | 1(4)          |         |       |                             |                             |  |  |                     |                     |

### Primera ronda
| 5 de junio de 2018, 15:00 | Ellan Vannin 1 | 0:3 Walkover | Tíbet | Hayes Lane, Bromley            |                                |
|                           |                | Reporte      |       | Árbitro(s): Mario Guastafierro | Árbitro(s): Mario Guastafierro |

| 5 de junio de 2018, 15:00 | Matabelelandia        | 0:0(0:0) (3-4 p.)          | Cabilia          | Queen Elizabeth II Stadium, Enfield |                             |
|                           |                       | Reporte                    |                  | Árbitro(s): Kristian Michel         | Árbitro(s): Kristian Michel |
|                           |                       | Tiros desde el punto penal |                  |                                     |                             |
|                           | P. Ndlovu · Sthamburi |                            | Belalsa · Mezaib |                                     |                             |

| 5 de junio de 2018, 18:00 | Abjasia                                                       | 6:0(1:0) | Tamil Eelam | Parkside, Aveley        |                         |
|                           | Akhvlediani 40' 71' · Logua 63' · Shoniya 74' 88' · Tarba 83' | Reporte  |             | Árbitro(s): Karl Parker | Árbitro(s): Karl Parker |

| 5 de junio de 2018, 18:00 | Coreanos en Japón                               | 5:0(3:0) | Tuvalu | Larges Lane, Bracknell   |                          |
|                           | Taniyama 18' · Lee 20' 58' · Shin 23' · Mun 83' | Reporte  |        | Árbitro(s): Leon Dastych | Árbitro(s): Leon Dastych |

### Semifinales por el 13° lugar
| 7 de junio de 2018, 12:00 | Ellan Vannin 2 | 0:3 Walkover | Matabelelandia | Parkside, Aveley |  |
|                           |                | Reporte      |                |                  |  |

| 7 de junio de 2018, 12:00 | Tamil Eelam                              | 4:3(1:1) | Tuvalu                     | Gander Green Lane, Sutton |                          |
|                           | Ragavan 7' 86' 90+1' · Perananthan 90+4' | Reporte  | Petoa 3' 73' · Vailine 55' | Árbitro(s): Leon Dastych  | Árbitro(s): Leon Dastych |

### Semifinales por el 9° lugar
| 7 de junio de 2018, 12:00 | Tíbet              | 1:8(1:1) | Cabilia                                                            | Queen Elizabeth II Stadium, Enfield |                             |
|                           | Topgyal 43' (pen.) | Reporte  | Boudia 25' 74' 77' 87' · Hadid 45' · Mezaib 49' 51' · Bouabbas 81' | Árbitro(s): Clément Auclair         | Árbitro(s): Clément Auclair |

| 7 de junio de 2018, 12:00 | Abjasia                        | 2:0(1:0) | Coreanos en Japón | Hayes Lane, Bromley    |                        |
|                           | Akhvlediani 38' · Kogoniya 78' | Reporte  |                   | Árbitro(s): Zekai Tore | Árbitro(s): Zekai Tore |

### 15° lugar
| 9 de junio de 2018, 12:00 | Ellan Vannin 2 | 0:3 Walkover | Tuvalu | Bedfont Recreation Ground, Bedfont |  |
|                           |                | Reporte      |        |                                    |  |

### 13° lugar
| 9 de junio de 2018, 12:00 | Matabelelandia | 1:0(0:0) | Tamil Eelam | Parkside, Aveley          |                           |
|                           | Ndlela 81'     | Reporte  |             | Árbitro(s): Vitalii Mazin | Árbitro(s): Vitalii Mazin |

### 11° lugar
| 9 de junio de 2018, 12:00 | Tíbet       | 1:1(1:0) (1:4 p.) | Coreanos en Japón | St Paul's Sports Ground, Rotherhithe |                         |
|                           | Yougyal 20' | Reporte           | Gelek 84' (a.g.)  | Árbitro(s): Ivan Mrkalj              | Árbitro(s): Ivan Mrkalj |

### 9° lugar
| 9 de junio de 2018, 15:00 | Cabilia | 0:2(0:1) | Abjasia                | Parkside, Aveley            |                             |
|                           |         | Reporte  | Logua 29' · Zhanaa 56' | Árbitro(s): Kristian Michel | Árbitro(s): Kristian Michel |

1. Ellan Vannin se retiró del torneo el 5 de junio. En cambio, Tíbet jugó contra la selección de Turquía en Londres cuando este partido debía jugarse.
2.  Para los partidos restantes, Ellan Vannin fue reemplazado por las Islas Chagos.

## Clasificación final
| Pos | Equipo               | PJ | PG | PE | PP | GF | GC | DG  |
| --- | -------------------- | -- | -- | -- | -- | -- | -- | --- |
| 1   | Rutenia Subcarpática | 6  | 4  | 2  | 0  | 15 | 5  | +10 |
| 2   | Chipre del Norte     | 6  | 3  | 3  | 0  | 17 | 6  | +11 |
| 3   | Padania              | 6  | 4  | 1  | 1  | 21 | 5  | +16 |
| 4   | País Sículo          | 6  | 3  | 1  | 2  | 16 | 7  | +9  |
| 5   | Panjab               | 6  | 2  | 2  | 2  | 17 | 7  | +10 |
| 6   | Cascadia             | 6  | 3  | 1  | 2  | 17 | 11 | +6  |
| 7   | Armenia Occidental   | 6  | 3  | 1  | 2  | 12 | 8  | +4  |
| 8   | Barāwe               | 6  | 2  | 0  | 4  | 7  | 22 | -15 |
| 9   | Abjasia              | 6  | 4  | 1  | 1  | 15 | 4  | +11 |
| 10  | Cabilia              | 6  | 1  | 1  | 4  | 8  | 15 | -7  |
| 11  | Coreanos en Japón    | 6  | 1  | 4  | 1  | 7  | 4  | +3  |
| 12  | Tíbet                | 5  | 0  | 1  | 4  | 4  | 20 | -16 |
| 13  | Matabelelandia       | 5  | 2  | 1  | 2  | 5  | 12 | -7  |
| 14  | Tamil Eelam          | 6  | 1  | 0  | 5  | 4  | 22 | -18 |
| 15  | Tuvalu               | 5  | 0  | 0  | 5  | 4  | 24 | -20 |
| 16  | Ellan Vannin1        | 3  | 2  | 0  | 1  | 6  | 3  | +3  |

1: Ellan Vannin se retiró de la competición después de la fase de grupos.

## Goleadores
| Jugador            | Selección        | Goles |
| ------------------ | ---------------- | ----- |
| Kamaljat Singh     | Panjab           | 6     |
| Calum Ferguson     | Cascadia         | 5     |
| Barna Bajkó        | País Sículo      | 5     |
| Halil Turan        | Chipre del Norte | 5     |
| Ruslan Akhvlediani | Abjasia          | 4     |
| Sami Boudia        | Cabilia          | 4     |
| Billy Mehmet       | Chipre del Norte | 4     |
| Giacomo Innocenti  | Padania          | 4     |

## Controversias
Después del cierre de la fase de grupos, Ellan Vannin lanzó una protesta sobre el hecho de que Barawe había podido traer un jugador de reemplazo a su escuadrón una vez que comenzara el torneo, en aparente contravención de las reglas del torneo. La adición del jugador, Mohamed Bettamer, un ex internacional libio, fue permitida por ConIFA, quien declaró que esto era un cambio de regla, pero que no informó a los otros 15 equipos del torneo, que habían presentado sus propias listas de escuadrones de acuerdo con el libro de reglas publicado antes del torneo. Ellan Vannin lanzó una apelación contra el equipo de Barawe de un jugador aparentemente inelegible, que en una reunión inicial del comité del torneo se mantuvo, antes de ser volcado posteriormente. Como resultado, Ellan Vannin se retiró del resto del torneo, y Tíbet y sus oponentes en la rondas de consolación, recibieron una victoria de 3-0. Para los partidos restantes, Ellan Vannin fue reemplazado por las Islas Chagos, siendo este equipo el que jugó los partidos restantes (aunque solamente se tomaron como amistosos).
| 5 de junio de 2018, 15:00 | Turcos en Londres   | 4:0     | Tíbet | Hayes Lane, Bromley            |                                |
|                           | Nalbant · Uyar Avci | Reporte |       | Árbitro(s): Mario Guastafierro | Árbitro(s): Mario Guastafierro |

| 7 de junio de 2018, 12:00 | Islas Chagos | 0:1 (0:0) | Matabelelandia | Parkside, Aveley             |                              |
|                           |              | Reporte   | Sthamburi 60'  | Árbitro(s): Massimo Amitrano | Árbitro(s): Massimo Amitrano |

| 9 de junio de 2018, 12:00 | Islas Chagos      | 1:6 (1:3) | Tuvalu                                                            | Bedfont Recreation Ground,, Bedfont |                             |
|                           | Leonce 28' (pen.) | Reporte   | Tinilau 8' 63' · Uaelasi 20' 81' · Oride 26' (a.g.) · Vailine 71' | Árbitro(s): Raymond Motumba         | Árbitro(s): Raymond Motumba |